# (33417) 1999 CV103
1999 CV103 (asteroide 33417) é um asteroide da cintura principal. Possui uma excentricidade de 0.06289380 e uma inclinação de 10.73377º.
Este asteroide foi descoberto no dia 12 de fevereiro de 1999 por LINEAR em Socorro.